# Andry Rajoelina
Andry Rajoelina (n. 1974) és un empresari i polític malgache que fou President de Madagascar, va estar en el càrrec des del 17 de març de 2009, quan va accedir al poder amb el Cop d'estat que va deposar el president Marc Ravalomanana, fins al 25 de gener de 2014, quan deixà el càrrec al guanyador de les eleccions presidencials celebrades durant la tardor de 2013. El juny de 2023, la revelació de la nacionalitat francesa va comportar l'obertura d'una investigació parlamentària, seguida de l'interrogatori de l'Alt Tribunal Constitucional per part d'un grup de ciutadans de la diàspora malgaxe a França.